# Zygtaxphora orientalis
Zygtaxphora orientalis är en tvåvingeart som beskrevs av Ronald Henry Lambert Disney 2006. Zygtaxphora orientalis ingår i släktet Zygtaxphora och familjen puckelflugor. Inga underarter finns listade i Catalogue of Life.